# Johanna Birnbaum
Johanna Birnbaum-Göhr, eigentlich Johanna Birnbaum (geborene Johanna Göhr, Pseudonym Jo Györ; * 30. Dezember 1904 in Kattowitz; † nach 1978) war eine deutsche Sachbuch-Autorin und Schriftstellerin.

## Leben und Werk
Die zur Zeit des Deutschen Kaiserreichs 1904 in Kattowitz als Johanna Göhrs Geborene besuchte zunächst eine Schule in ihrer Heimatstadt, bevor sie in Hannover ihr Abitur ablegte. Anschließend studierte sie in Göttingen an der dortigen Universität sowie in München das Fach Philosophie. 1931 schrieb sie ihre philosophische Dissertation unter dem Titel Die „Memoirs“ um 1700. Eine Studie zur Entwicklung der realistischen Romankunst vor Richardson, die 1933 in der Reihe Studien zur englischen Philologie als Band 79 in den Buchhandel kam.
Ab 1937 lebte die zeitweilig unter dem Pseudonym Jo Györ Publizierende in Hildesheim.
Ebenfalls zur Zeit des Nationalsozialismus veröffentlichte Birnbaum ab 1938 unter dem Titel Morgenmond. Ein Münchner Künstlerroman die bis dahin erste Fortsetzungs-Novelle in der Zeitschrift Jugend. Die Novelle entsprach offenbar den von dem Reichsminister für Volksaufklärung und Propaganda und Präsident der Reichskulturkammer Joseph Goebbels gestellten Erwartungen an deutsches Schrifttum.

## Schriften (Auswahl)
- als Johanna Birnbaum-Göhr: Brief an Herman Schmalenbach, 2 Blatt, Handschrift, 1931[1]
- Die Memoirs um 1700. Eine Studie zur Entwicklung der realistischen Romankunst vor Richardson (= Studien zur englischen Philologie, Heft 79), unveränderter reprographischer Nachdruck der 1. Auflage Halle an der Saale 1934, Walluf (bei Wiesbaden): Sändig, 1973, ISBN 978-3-500-28660-0 und ISBN 3-500-28660-7
- Morgenmond. Ein Münchner Künstlerroman, Fortsetzungsroman in der Zeitschrift Jugend, 1938
  - Digitalisat auf der Seite jugend-wochenschrift.de
- Unsere Vornamen und ihre Bedeutung (= Miniatur-Bibliothek, Nrn. 273/274,a/d), Neubearbeitung, Hildesheim: Hörhold, 1955
- Jo Györ: Oberschlesisches Saitenspiel (= Veröffentlichung / Oberschlesische Studienhilfe e.V., Bd. 43), Augsburg: Oberschlesischer Heimatverlag; Heidenheim/Brenz: Jerratsch, 1978, ISBN 3-921519-26-8